# Nectandra micranthera
Nectandra micranthera là một loài thực vật thuộc họ Lauraceae. Đây là loài đặc hữu của Brasil. Chúng hiện đang bị đe dọa vì mất môi trường sống.